# San Pietro Viminario
San Pietro Viminario är en ort och kommun i provinsen Padova i regionen Veneto i Italien. Kommunen hade 3 028 invånare (2018).